# أطواب
قرية أطواب هي إحدى القرى التابعة لمركز الواسطى في محافظة بني سويف في جمهورية مصر العربية. حسب إحصاءات سنة 2006، بلغ إجمالي السكان في أطواب 21074 نسمة، منهم 11192 رجل و9882 امرأة.